# Mírné schodiště
Mírné schodiště je schodiště, jehož sklon je od 20° do 25°, výšky stupňů 130 – 150 mm. Tento typ schodů se obvykle používá tam, kde je důležité pohodlí uživatelů a dostatečný prostor.
Optimální sklon interiérového schodiště je přibližně 35°. 